# Football Club Sopron
El Football Club Sopron fou un club de futbol hongarès de la ciutat de Sopron.

## Història
El club va ser fundat l'any 1921. El seu major èxit fou la copa hongaresa assolida la temporada 2004-05. El gener de 2008 el club es dissolgué per impagaments. En el seu lloc va néixer el Soproni VSE.
Evolució del nom:
- 1921: Sopron Soproni Sport Egyesület
- 1945: Soproni Postás Soproni Postás Sport Egyesület
- 1991: Soproni TSE Soproni Távközlési Sport Egyesület
- 1994: MATÁV Sopron Magyar Távközlési Vállalat Sport Club Sopron
- 1998: MATÁV Sopron Magyar Távközlési Vállalat Football Club Sopron
- 2000: MATÁV Compaq Sopron Magyar Távközlési Vállalat Football Club Compaq Sopron
- 2002: MATÁV Sopron Magyar Távközlési Vállalat Football Club Sopron
- 2005: Sopron Football Club Sopron

## Palmarès
- Copa d'Hongria: 
  - 2005